# دراسة تطور الإنسان
مصطلح أنثروبوجيني (بالإنجليزية: Anthropogeny)‏ يعني درسة تطور الإنسان. وهذا المصطلح لا يُعد مرادفاً لتطور الإنسان عن طريق الانتقاء الطبيعي، الذي هو جزء فقط [بحاجة لمصدر] من العمليات المرتبطة بأصول البشر. ويشمل المصطلح العديد من العوامل الأخرى إلى جانب الانتقاء الطبيعي، والتي تتراوح بين العوامل المناخية والجغرافية والبيئية والاجتماعية والثقافية. كما يشير إلى التكوُّن البشري، أي عملية أو نقطة التحول إلى إنسان، ويسمى أيضًا أنسنة.

## تاريخ المصطلح
استخدم مصطلح الأنثروبوجين في طبعة 1839 من قاموس هوبر الطبي وتم تعريفه على أنه "دراسة جيل الإنسان". شاع المصطلح إرنست هاينريش هيكل (1834-1919)، عالم الطبيعة وعلم الحيوان الألماني، في كتابه الرائد، التاريخ الطبيعي للخلق (بالألمانية: Natürliche Schöpfungsgeschicht)(1868) وتطور الإنسان (بالألمانية: Anthropogenie) (1874). كان هيكل من أوائل علماء الأحياء الذين نشروا عن التطور. استخدم هيكل مصطلح أنثروبوجيني للإشارة إلى دراسة علم الأجنة المقارن وعرّفها على أنها "تاريخ تطوّر الإنسان". تغير المصطلح مع مرور الوقت، وأصبح يشير إلى علم تطوّر الإنسان.
آخر استخدام لكلمة أنثروبوجيني في الأدب الإنجليزي كان عام 1933 بواسطة وليام كينغ غريغوري. وكانت هناك فجوة في استخدام المصطلح من عام 1933 إلى عام 1993. وأُعيد إدخال المصطلح في عام 1993 وفي عام 2008 وعاد الآن للاستخدام الأكاديمي في مركز البحث الأكاديمي والتدريب في علم الإنسان [الإنجليزية] في جامعة كاليفورنيا، سان دييغو.

## دراسة مقابل علم الإنسان
يعني الجذر اليوناني القديم (anthropos) كلمة "إنسان"، ويعني (-logia) "النقاش" أو "الدراسة". ويعني (-genesis) "عملية الإنشاء أو الأصل".
من هنا، يعني علم الأنثروبولوجيا بشكل حرفي دراسة الإنسان، بينما تعني أنثروبوجيني (Anthropogeny) تفكيك كلمة (Anthropos) مع إضافة الجزء المشتق من (geny)، الذي يعني بشكل حرفي دراسة ولادة وخلق الإنسان.
وفقًا للإغريق القدماء الذين ابتكروا هذه المصطلحات، فإن علم الأنثروبولوجيا هو مجموعة من العلوم المتعلقة بدراسة الإنسان. وهناك علم الأنثروبولوجيا الاجتماعية والاقتصادية والمدنية والمقارنة.
تنحدر كلمة أنثروبوجيني (Anthropogony) من الكلمة (anthropo) مرة أخرى و(gony) (γόνοι)، والتي تعني "التسبب في، ولادة"، سواء بالمعنى الحرفي أو المجازي، مشيرة إلى ما يتسبب فيه الولادة أو/والإنجاب/الخلق الإنساني.
بالمقابل، فإن أنثروبوجيني (Anthropogony) هي كل ما ينبع من الإنسان، حيث تعني -geny ('γένης') "المولود" أو "الذي يولد من"، ولكنها تعني أيضًا "الجنس".
وفقًا لجريجوري (1933)، يهتم علماء الأنثروبولوجيا بقياس وتحديد جوانب من كون الإنسان، بينما يهتم علماء أنثروبوجيني بـ "ترميم القصة المكسورة لـ 'العرض الضخم' الذي قدمته الطبيعة عبر العصور". ومن وجهة نظر تعريف الكلمات، فإن تصريح جريجوري غير صحيح.
لذا، فعلم الأنثروبولوجيا هو دراسة الإنسان، بينما علم أنثروبوجيني هو دراسة ما "أنتجه" أو "ولده" الإنسان. ومع ذلك، هناك العديد من الاستخدامات الخاطئة والتباسات فيما يتعلق بهذين المصطلحين من قبل الأشخاص الذين لا يفهمون جذور هذه الكلمات.
في الغالب، تنقسم الأنثروبولوجيا الحديثة إلى أربعة مجالات فرعية، هي: الأنثروبولوجيا الاجتماعية أو الأنثروبولوجيا الثقافية، والأنثروبولوجيا البيولوجية، والأنثروبولوجيا اللغوية، وعلم الآثار. كما أن مجال الأنثروبولوجيا نشأ في العلوم الطبيعية والإنسانية والعلوم الاجتماعية.
يتأثر مجال الأنثروبولوجيا أيضًا بالعلوم الطبيعية والإنسانية والعلوم الاجتماعية، ومع ذلك، نظرًا لأنه دراسة تطور الإنسان، فإنه يتأثر أيضًا بمجالات تتراوح من علم التشريح والميكانيكا الحيوية إلى علم الأعصاب وعلم الوراثة.
يمكن العثور على قائمة شاملة لمجالات الانضباط العلمي ذات الصلة بعلم الأنثروبولوجيا في مصفوفة دراسة تطور الإنسان المقارن [الإنجليزية]، المرتبطة بمركز البحث الأكاديمي والتدريب في دراسة تطور الإنسان [الإنجليزية]، في جامعة كاليفورنيا، سان دييغو.

## مقالات ذات صلة
- أسطورة البدء
- تطور الإنسان
- الأنثروبولوجيا التطورية
- فجر الإنسانية (فيلم) [الإنجليزية]